# Arille

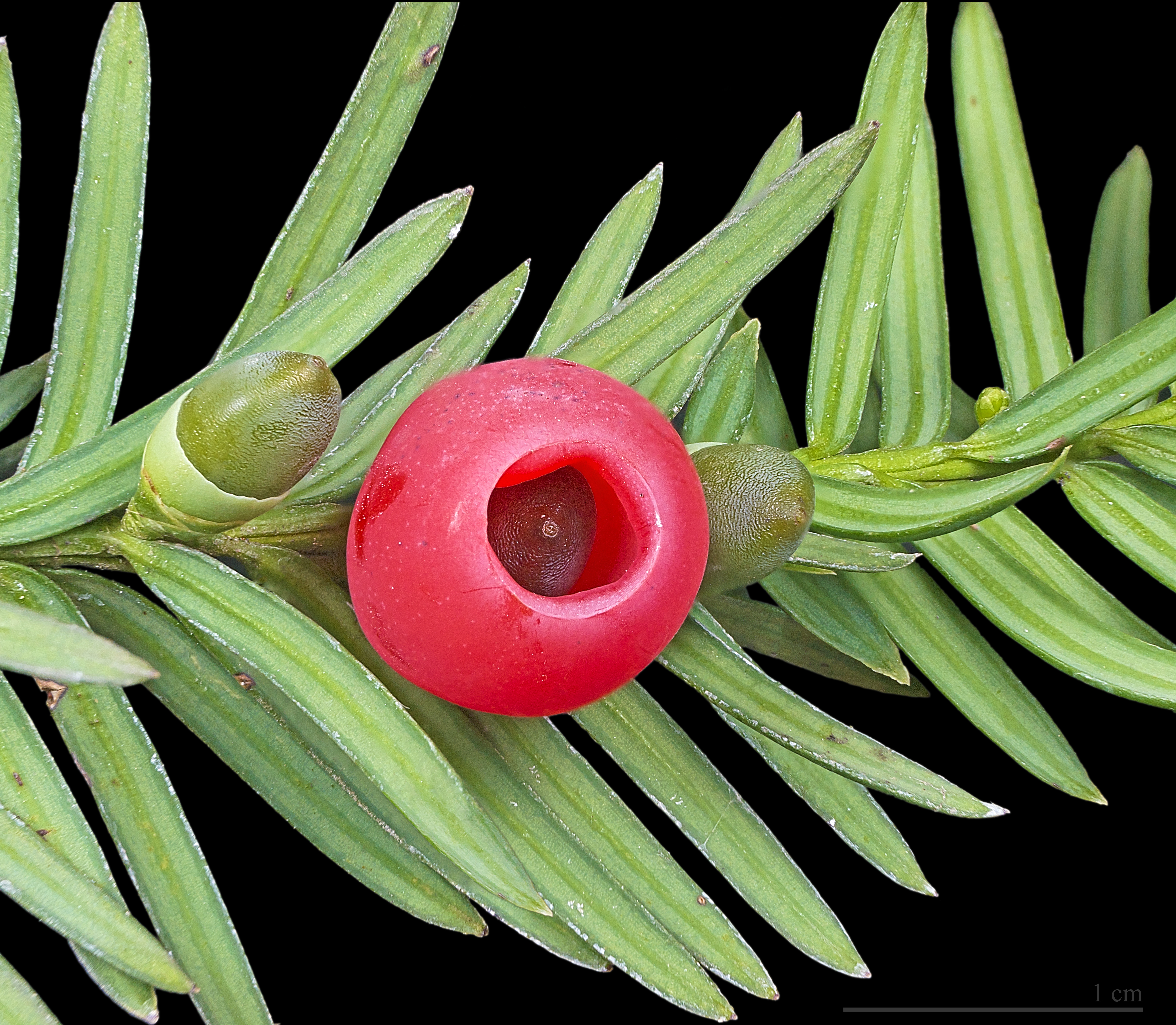
Arille d'if.

En botanique, un arille est une enveloppe charnue plus ou moins développée autour d'une graine. Il peut correspondre à une excroissance du funicule (arille vrai), à une excroissance du micropyle (arillode), ou à un épaississement du raphé (strophiole).
Un des cas les plus représentatifs est celui de la pseudo-baie d'if pour laquelle l'enveloppe charnue est incomplète. Cette graine d'if ne constitue en fait pas un fruit, le fruit étant défini, en botanique, comme un organe dérivant de l'ovaire (vrai fruit) et potentiellement d'autres organes (faux fruit) et recouvrant complètement la graine. L'arille est la seule partie non toxique de l'if, sucrée, mucilagineuse.
Pour d'autres, tels que le fruit de la passion et certaines espèces appartenant à la famille des Sapindaceae, comme le litchi, la chair que l'on déguste est en fait l'arille.

## Espèces présentant un arille
- Les espèces du genre Nymphaea (nénuphars)
- Les litchis
- Les passiflores
- Le durian, le jacquier
- Les espèces du genre Taxus (ifs)
- Les espèces de la famille celastraceae dont le fusain d'Europe
- La noix de muscade
- Les grenades